# Rókacápa

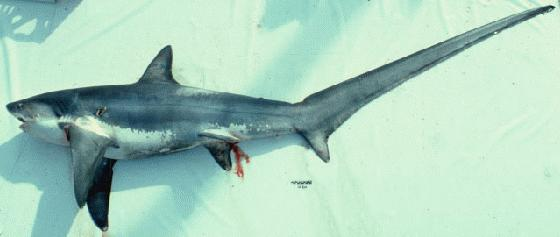

A rókacápa (Alopias vulpinus) a porcos halak (Chondrichthyes) osztályának heringcápa-alakúak (Lamniformes) rendjébe és a rókacápafélék (Alopiidae) családjába tartozó faj.

## Előfordulása
Az Atlanti-óceánban közönséges, különösen a Brit-szigetek körül. A Balti-tengerben nagyon ritka, mivel alapvetően a szubtrópusi meleg tengerek lakója. A Földközi-tenger leggyakoribb cápája. Az egyes résztengerekben eltérő gyakorisággal fordul elő, így az Adriában viszonylag ritka. Áttelepült a Fekete- és az Azovi-tengerbe is. Előfordul a Indiai- és a Csendes-óceánban is.
A nyílt tengeren és partközelben is egyaránt megtalálható.

## Megjelenése, felépítése
A közepes méretű cápák egyikeként hossza elérheti a 6 métert, tömege meghaladhatja a 450 kg-ot. Farokúszója hosszabb, mint maga teste, méghozzá úgy, hogy a felső része sokkal hosszabb, mint az alja. Hátúszója kicsi, mellúszója a többi cápaféléénél jóval nagyobb.
Háromszögletű fogai 3-4 sorban ülnek az állkapcsában.

## Életmódja, élőhelye
Ragadozó; főleg a makréla-, a hering- és a szardíniarajokat tizedeli. Körülússza a hering- és szardínia rajokat, és hosszú farokúszójával messze hangzó csapásokat mér a vízre. Miután így összeterelte a halakat, közébük úszik és a tömegből ejt zsákmányt. Gyakran vadászik rajokban vagy párban. Nagyritkán az embert is megtámadja.
|  |  |

A halászok nemcsak azért utálják, mert halevő, de azért is, mert gyakran belegabalyodik az ún. cérnahálókba, és ilyenkor szétszaggatja azokat.